# Mika Lönnström
Mika Lönnström (* 24. Mai 1974 in Porvoo) ist ein finnischer Fußballtrainer.

## Karriere als Vereinstrainer
Lönnstöm begann seine Trainerkarriere bereits mit 18 Jahren als Jugendtrainer des FC Futura in Finnland. Nachdem er 1998 erfolgreich die UEFA-A-Lizenz erlangt hatte, arbeitete er für verschiedene Vereine als Trainer und Technischer Direktor. Die längste Zeit davon bei MYPA in der Veikkausliiga. Mittlerweile ist Lönnström im Besitz der UEFA-Pro-Lizenz (DFB: Fußballlehrer).
Im Mai 2012 zog es ihn nach Thailand, wo er Akademieleiter und Co-Trainer von Roi Et United wurde. Ein Jahr später wurde er zum Cheftrainer befördert.
Bereits in seiner Premierensaison konnte er den Aufstieg in die Thai Premier League Division 1, die zweithöchste Spielklasse in Thailand feiern. Im April 2014 verließ er Roi Et United um den Thai-Premier-League-Club Police United als Cheftrainer zu übernehmen. Damit wurde er der erste finnische Fußballtrainer der eine Mannschaft aus einer asiatischen Topliga übernahm.
Zusammen mit seinem deutschen Co-Trainer Michael Cikos übernahm er die Mannschaft nach neun Spieltagen, mit sieben Punkten auf dem 17. Tabellenplatz. In den folgenden neun Partien unter der Leitung des Trainergespanns wurden 16 Punkte geholt. Damit hatte sich die Mannschaft von Police United bis auf den 12. Platz verbessert. Dennoch wurde der gesamte Trainerstab Ende Juni 2014 unter kontroversen Umständen entlassen.
Daraufhin schloss sich Lönnström im August 2014 dem erfolgreichsten Verein der Malediven an. Dort unterzeichnete er einen Vertrag bei New Radiant SC der bis zum Ende des Jahres 2015 lief. Mika Lönnström war sofort erfolgreich und gewann am Ende der Saison das Double aus der Dhivehi-League-Meisterschaft und dem Presidents Cup. Daraufhin wurde er zum Trainer des Jahres auf den Malediven gewählt.
Durch den Gewinn der Meisterschaft qualifizierten sich die Blues, Spitzname des Teams, für den AFC Cup. Nach einer 4:1-Auswärtsniederlage gegen Persib Bandung aus der Indonesia Super League im AFC Cup wurde der Vertrag im beidseitigen Einvernehmen aufgehoben.
Die nächste Station führte Lönnström im April 2015 zurück nach Thailand, wo er den Thai-Premier-League-Club Gulf Saraburi FC übernahm. Der Aufsteiger stand zu diesem Zeitpunkt auf dem letzten Tabellenplatz. Nach nur 5 Pflichtspielen hob Lönnström überraschend seinen Vertrag mit sofortiger Wirkung auf.
Ein völlig neues Kapitel schlug er im Juli 2015 mit der Unterschrift bei Maji Maji FC aus der Premier League (Tansania) auf. Lönnström führte den Aufsteiger zu 2 Siegen aus den ersten beiden Spielen. Zur Winterpause hatte das Team aus Songea 11 Punkte aus 10 Spielen und damit einen sicheren Mittelfeldplatz sicher. Nach einigen Schwierigkeiten und Unstimmigkeiten außerhalb des Platzes wurde der Vertrag auf Bitte von Lönnström aufgelöst.
Seit diesem Zeitpunkt konzentriert er sich auf den Aufbau und die Arbeit bei The MnM coaching. Dies ist ein von ihm mit gegründetes Dienstleistungsunternehmen, das aus einer multikulturellen Trainergruppe besteht und sich zum Ziel genommen hat die Trainingsqualität rund um die Welt zu verbessern.

## Erfolge
Roi Et United
- Thai Regional League Division 2: 2013
- Regional League North-East Division: 2012, 2013

New Radiant SC
- Dhivehi-League-Meisterschaft: 2014
- Presidents Cup: 2014

Persönliche Erfolge
- Trainer des Monats in der Thai-Premier-League 2014
- Trainer des Jahres auf den Malediven 2014